# Zana Ramadani
Zana Ramadani (ur. 10 stycznia 1984 w Skopje) – niemiecka feministka i prawniczka pochodzenia macedońsko-albańskiego.
Autorka wydanej w marcu 2017 roku książki pod tytułem Die verschleierte Gefahr. Die Macht der muslimischen Mütter und der Toleranzwahn der Deutschen; już po tygodniu od jej wydania książka znalazła się na liście bestsellerów tygodnika Der Spiegel.

## Życiorys
W 1991 roku wraz z rodzicami wyemigrowała z Macedonii do zachodniej części Niemiec. Wychowywana była w wierze muzułmańskiej, w wieku 18 lat zamieszkała w schronisku dla kobiet. Ukończyła studia prawnicze i rozpoczęła pracę jako asystentka notariusza, w 2009 roku uzyskała niemieckie obywatelstwo, a rok później dołączyła do Unii Chrześcijańsko-Demokratycznej.
Od 2013 do 2015 roku zaangażowana była w działalność feministycznej organizacji Femen.

## Poglądy i kontrowersje
Jako wyznawczyni islamu sprzeciwia się zakazowi zasłaniania twarzy przez muzułmanki oraz proponuje dla nich obowiązkowe kursy feminizmu, w ramach których miały być one informowane o swoich prawach oraz uczone o historii emancypacji. Część lewicowych środowisk oskarżyła Ramadani o rasizm i sympatyzowanie ze skrajnie prawicową Alternatywą dla Niemiec.
Ramadani jako członkini grupy Femen, będąc naga, siłą weszła na scenę podczas trwania jednego z finałów programu Germany’s Next Topmodel; akcja miała na celu potępienie prezentowanego wizerunku kobiet w tymże programie. Jej zachowanie zostało skrytykowane przez innych polityków CDU.

## Życie prywatne
Ma córkę Eddę (ur. 2017).